# PAL
 For alternative betydninger, se PAL-skat.
 Der er for få eller ingen kildehenvisninger i denne artikel, hvilket er et problem. Du kan hjælpe ved at angive troværdige kilder til de påstande, som fremføres i artiklen.

PAL er en europæisk forkortelse for: Phase Alternating Line, udviklet af Walter Bruch fra Telefunken.
Det er en farve tv-standard for TV og video, som bruges i det meste af Europa, Brasilien, Algeriet og Kina.
Indenfor PAL findes et antal undernormer, angivet med bogstaver (f.eks. PAL-B/-C/-D). Disse sætter bl.a. retningslinjer for billedfrekvens, kanalbåndbredde, billedmodulation, tonemodulation og andre specifikationer.
I Danmark bruges normerne PAL-B og PAL-G til kabel-tv. Analogt antenne-tv blev lukket 1. november 2009.
PAL-princippet sikrer at farverne gengives korrekt, og går ud på at vende fasen på krominanssignalet (farveinformationerne i billedsignalet) 180 grader for hver anden billedlinje. Hvis tv-signalet skulle blive en smule faseforskudt, vil den resulterende farveændring opvejes af den efterfølgende linjes modsatte farveændring.
I den amerikanske NTSC-standard, som står for National Television Standard Committee og blev grundlagt i USA i 1940'erne, findes denne forholdsregel ikke. Den kaldes derfor blandt fagfolk spøgefuldt Never Twice the Same Color/Never The Same Color ("aldrig (to gange) den samme farve").  